# Kecel-Szilos megállóhely
Kecel-Szilos megállóhely egy megszűnt Bács-Kiskun megyei megállóhely, Kecel településen, a MÁV üzemeltetésében. Személyszállítás jelenleg nincsen.

## Áthaladó vasútvonalak
A megállóhelyet a következő vasútvonalak érintik:
- Kiskőrös–Kalocsa-vasútvonal

## Kapcsolódó állomások
A megállóhelyhez az alábbi állomások vannak a legközelebb:
- Öregcsertő megállóhely
- Kecel vasútállomás

## Megközelítése
A megálló Kecel külterületén helyezkedik el, közúti megközelítését csak önkormányzati utak teszik lehetővé.

## Forgalom
A megállóhelyen és vele együtt a vasútvonalon a személyforgalom 2007. március 4-én megszűnt.